# Jag slipper sörja, ty Gud är när
Jag slipper sörja, ty Gud är när är en psalm med text och musik skriven 1920 av Karl Gustaf Sjölin.

## Publicerad som
- Nr 313 i Segertoner 1930 under rubriken "Guds trofasthet och omsorg".
- Nr 547 i Segertoner 1988 under rubriken "Att leva av tro - Förtröstan - trygghet".[1]
- Nr 37 i Nåd och jubelton